# Твердохліб Сидір Антонович
Си́дір Анто́нович Твердохлі́б (9 травня 1886, Бережани — 15 жовтня 1922, Кам'янка-Струмилова) — український поет і перекладач, громадсько-політичний діяч.

## Життєпис
Сидір Твердохліб народився 9 травня 1886 року в м. Бережани. Навчався у Львівському та Віденському університетах. Працював учителем. Належав до гурту «Молодої музи».
Перші поезії Твердохліба появились у часописі «Світ» (1906), «Буковина», «Розвага» та інших.
Окрема збірка поезій «В свічаді плеса» (1908). Писав також новели — «Нескінчений архитвір» та ін. Лірика Т. перейнята сумом і тугою за прекрасним. Переклади: німецькою мовою — «Гайдамаки» Т. Шевченка; польською мовою — поезії Шевченка, О. Олеся, новели М. Яцкова та інших; українською мовою: «Батько замучених», «У Швайцарії» Ю. Словацького та інших. Твердохліб друкувався також у польських журналах.

## Політична діяльність та вбивство членами УВО
1922 р. мали відбутися вибори до польського сейму, зокрема і в Галичині, — незважаючи на те, що міжнародний статус Східної Галичини залишався невизначеним. Більшість галицьких українців схилялися до бойкоту цих виборів, а також до саботування «бранки» (призову) до польського війська, аби не дозволити легітимізувати польську владу.
Твердохліб, на той час лідер Української хліборобської партії, мав бути кандидатом від Львівського округу. УХП, на відміну від інших тодішніх українських політичних організацій, відмовилася підтримати бойкот виборів до сейму і стояла на платформі визнання польської влади в Галичині.
За однією з версій брати участь у виборах Твердохліб погодився після контактів з агентами УВО (підпільної Української військової організації на теренах Польщі, попередника ОУН).

### Атентат
14 жовтня 1922 року в Кам'янці Струмиловій члени УВО Іван Пасіка та Садовський, з допомогою Дзіковського, здійснили замах на Твердохліба. У час підготовки до атентату Василь Дзіковський виконував функції секретаря при керівникові «партії хліборобів». Убивство відбулося після одного із політичних мітингів, на якому виступав Твердохліб. Бойовики зі Львова приїхали на велосипедах до Кам'янки Струмилової, розстріляли кандидата до парламенту й тим же шляхом, випередивши потяг, повернулися до Львова. Твердохліб помер від отриманих ран наступного дня.
6 грудня 1922 року в Катовицях заарештували Дзіковського. Під час слідства він без тортур розказав усе, що знав про підготовку атентату. Але він не знав імен бойовиків, окрім псевдонімів — «Тонько» й «Монько», які мало допомогли поліції. Щоб уникнути помсти УВО, було інсценізовано втечу Дзіковського з в'язниці та переправлення його через кордон до Радянської України. Уже в 30-х роках, під час політичних репресій, НКВД знищило Дзіковського.
Убивство Твердохліба фактично поклало початок терору УВО проти українців, що співпрацювали з польською владою в Галичині. Жертвами атентатів УВО найчастіше були галицькі українці, що співпрацювали з польською владою.
Похований у Львові на Личаківському цвинтарі (поле 76).